# Evelyn Sharma
Evelyn Sharma est une actrice germano-indienne.

## Biographie
Evelyn Sharma est indienne et allemande. Elle se fiance en 2019 à Tushaan Bhindi, chirurgien-dentiste, qu'elle épouse en 2021. Fin 2021, elle a une fille : Ava Rania Bhindi. En 2023, elle a un deuxième enfant.

## Filmographie
Evelyn Sharma joue dans Yeh Jawaani Hai Deewani, dans Hindi Medium, dans Saaho et d'autres productions Bollywood.